# Ночь и туман

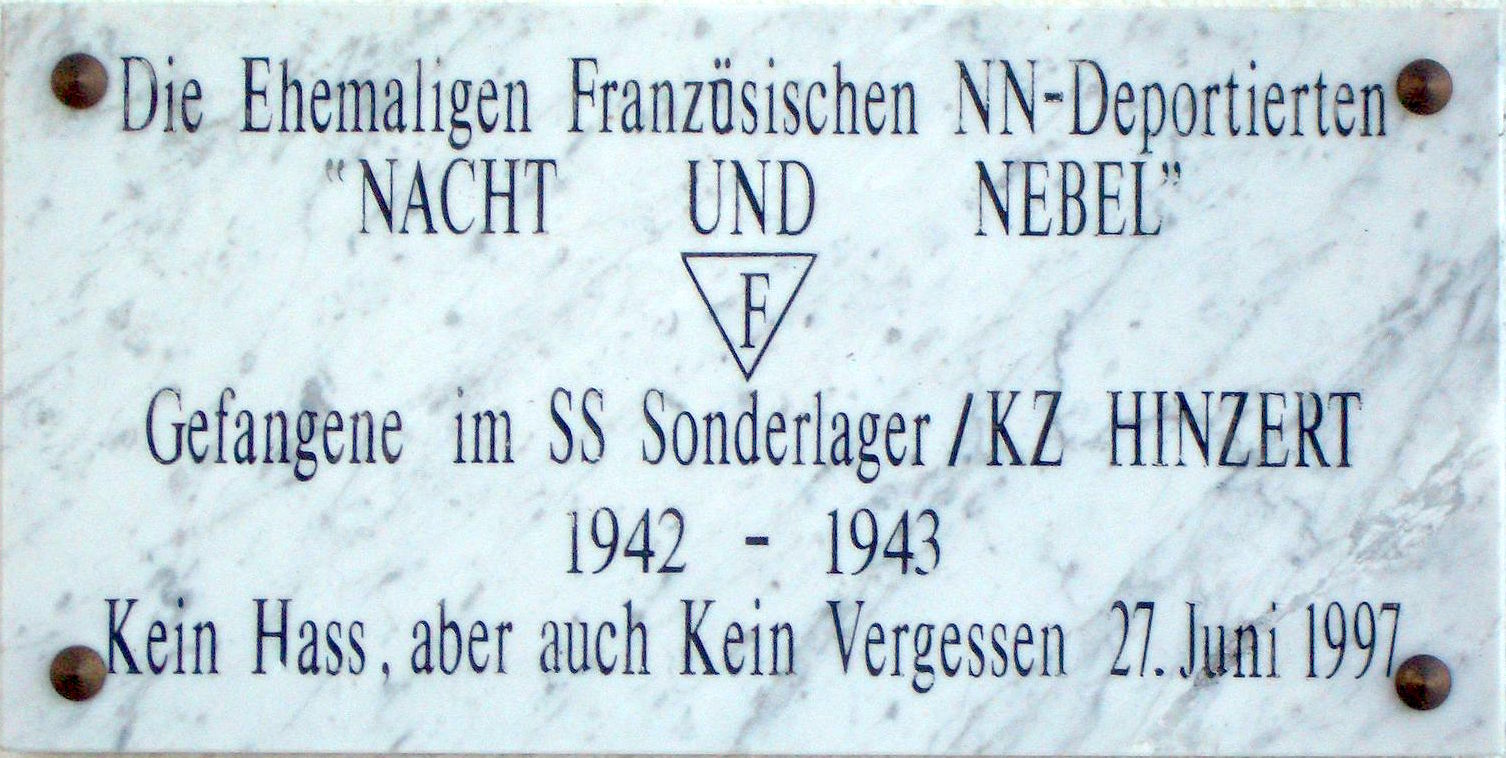
Памятная табличка французским жертвам

«Ночь и туман» (иногда «Мрак и туман»; нем. «Nacht und Nebel») — директива Адольфа Гитлера от 7 декабря 1941 года, разрешавшая похищение антинацистских политических активистов на всей территории, оккупированной Германией во время Второй мировой войны.
В гестапо эту директиву оформил в качестве приказа Генрих Гиммлер, а в Вермахте положения директивы были утверждены как руководство к действию Вильгельмом Кейтелем.
В концентрационных лагерях заключённые, арестованные в результате операций «Ночь и туман», часто помечались жёлтым треугольником с аббревиатурой NN (нем. Nacht und Nebel). Такие заключённые обычно содержались в одиночных камерах.